# قدیس
قِدّیس، لقبی مقدس در کلیسای کاتولیک و کلیسای ارتدکس شرقی است که بر مبنای آن لقب «مقدس» به نام فرد تقدیس شده، پیشوند می‌گردد.

## شرایط قدیسیت

### در کلیسای کاتولیک
برای قدیس معرفی‌کردن فردی در کلیسای کاتولیک، باید (به باور کلیسا) معجزه‌ای از فرد مورد نظر، به کلیسا اثبات شود.

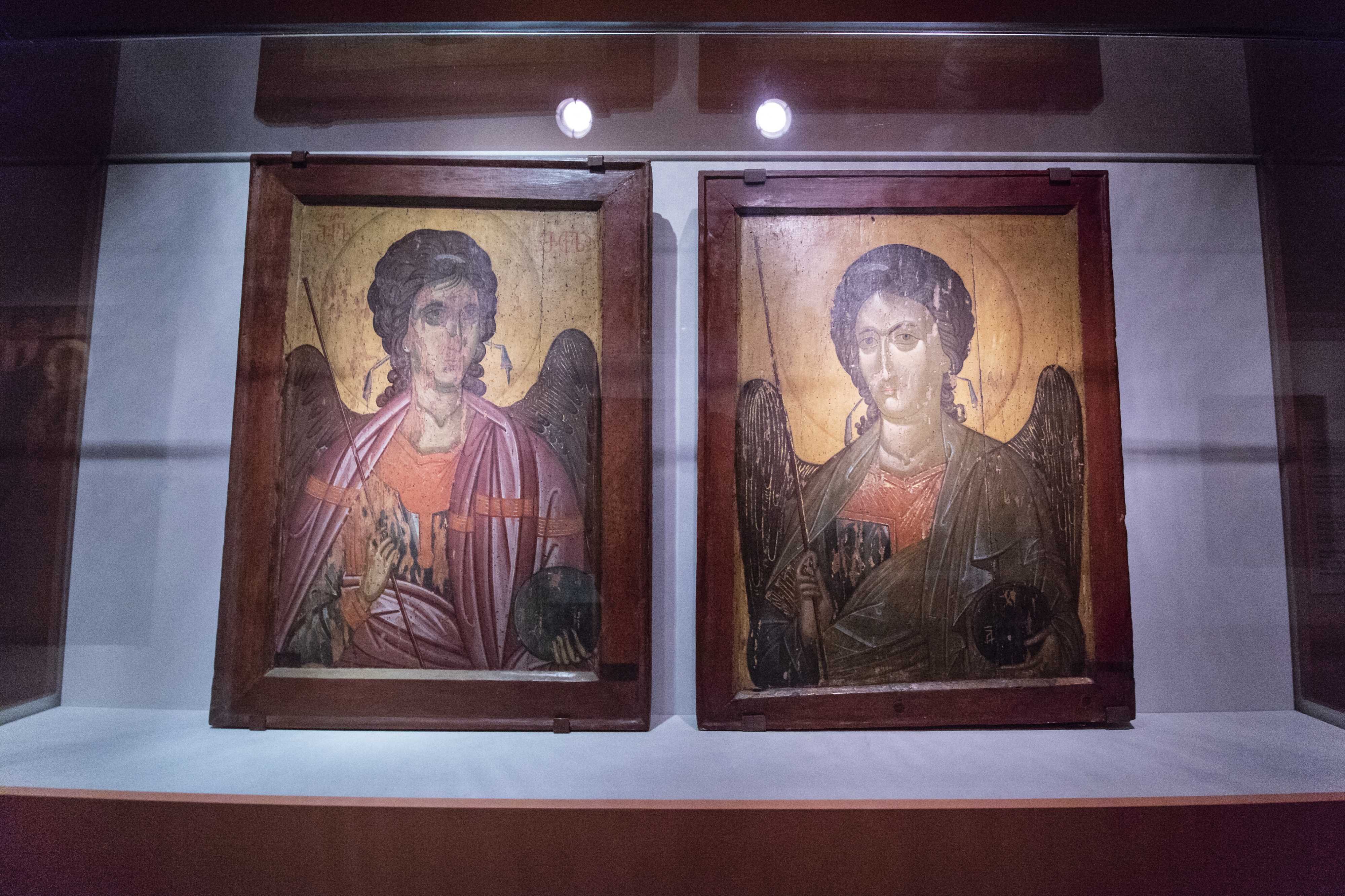
نقاشی دو قدیس در موزه ملی گرجستان

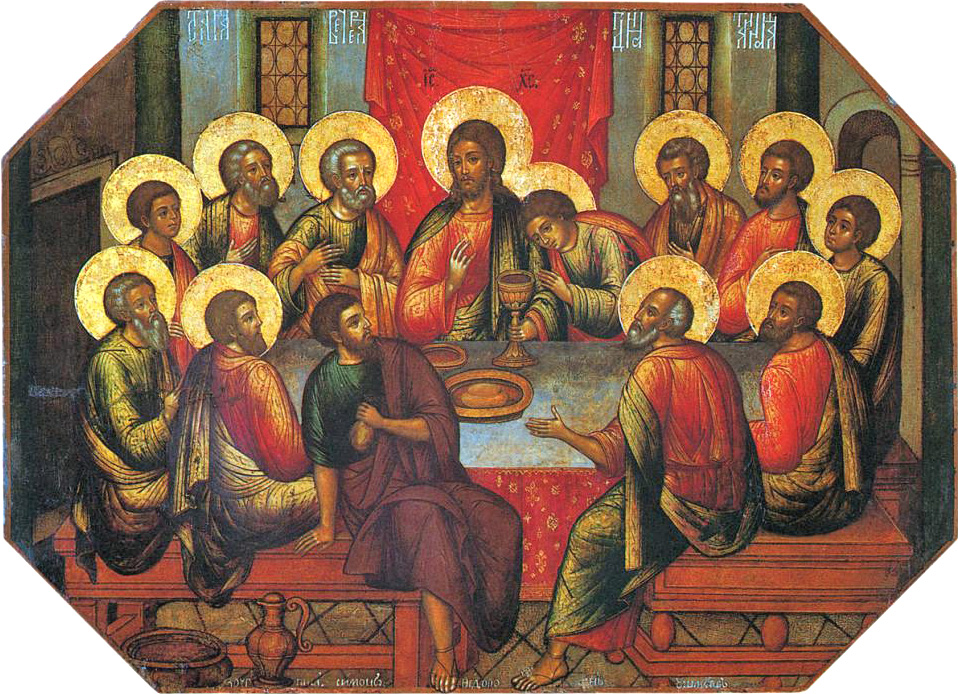
در عالم مسیحیت معمولاً در نقاشی‌های کشیده شده از قدیسین، هاله‌ای از نور قرار دارد.

کلیسای کاتولیک خود را تنها مرجع اعطای «مقام قدیسی» به انسان‌ها می‌داند. در شرایط عادی باید میان مرگ کسی که برای تقدیس پیشنهاد می‌شود و آغاز این روند، پنج سال فاصله باشد تا از اثرگذاری عواطف و احساسات جلوگیری شود. هم‌ چنین میزان اعتقاد و پایبندی شخص به دین سنجیده می‌گردد تا اطمینان حاصل شود که او هیچ دیدگاه بدعت گذارانه و ارتدادی به مسیحیت و مذهب کاتولیک ابراز نکرده است.